# Кантата
Канта́та (італ. cantata, від лат. canto — співаю) — твір урочистого або лірико-епічного характеру, що складається з декількох закінчених номерів, виконується співаками-солістами, хором у супроводі оркестру і призначений для концертного виконання.

Кантата — вид ліричної поезії — урочистий багаточастинний вірш.

## Види кантат
Зустрічаються кантати урочистого, радісного, ліричного, скорботного, розповідного характеру; поділяються на світські та духовні (релігійні). Зазвичай кантата складається з оркестрового вступу, арій, речитативів і хорів. Кантата близька до ораторії, відрізняється від неї меншими масштабами, відсутністю драматичної розробки сюжету, переважно камерним характером.

## Історія виникнення та розвитку
Кантата виникла в Італії в першій половині XVII століття. Термін кантата вперше використав у своїй збірці Кантати та арії на сольний голос (1620) італійський композитор Алессандро Гранді. Початково цим терміном позначали твори, які протиставлялися тодішнім «сонатам» — інструментальним творам. В першій половині XVII ст. італійська кантата була сольною (голос з остинатним супроводом) та відрізнялася від арії наскрізним розвитком мелодії від куплета до куплета. Пізніше створювалися кантати, що містили дві арії да капо, з'єднані речитативом. Такі кантати були близькі до оперних сцен. Розквіт італійської кантати належать до середини XVII ст. і пов'язаний з творчістю композиторів Джакомо Каріссімі, Алессандро Страделла, Алессандро Скарлатті та інших.
Італійські кантати були світськими; духовна кантата сформувалася в Німеччині. Поряд з оркестром і солістами в ній великого значення набув хор. До жанру кантати звертались композитори різних епох. Високохудожні зразки духовних і світських кантат створив Йоганн Себастьян Бах. В його творчому доробку — понад 300 духовних кантат, 24 світські («Кавова», «Селянська», «Мисливська»). Серед російських та українських композиторів кантати створювали: Рахманінов — «Колокола» ; Прокоф'єв — «Олександр Невський»; Вербицький — «Заповіт», Лисенко — «Б'ють пороги», «На вічну пам'ять Котляревському», «Радуйся, ниво неполита»; Січинський — «Лічу в неволі», «Дніпро реве»; Стеценко «Шевченкові» тощо.